# Zygophylax crozetensis
Zygophylax crozetensis är en nässeldjursart som beskrevs av Wilfrid Arthur Millard 1977. Zygophylax crozetensis ingår i släktet Zygophylax och familjen Lafoeidae.
Artens utbredningsområde är Södra Ishavet. Inga underarter finns listade i Catalogue of Life.